# Wejopatis
Wejopatis, Vejopatis – władca wiatrów, życia i płodności, ale też zwiastun śmierci. Jego atrybuty to: kogut, ryba (symbol patronatu nad rybakami). Przedstawiany był jako skrzydlata postać o dwóch twarzach w dłoniach trzymając beczułkę i rybę. Jego kapłani, wróżący z wiatru, zwani byli wejonami. 